# Harry Beevers
Harry Beevers (* 14. Januar 1924 in County Durham; † 14. April 2004 in Carmel, Kalifornien) war ein US-amerikanischer Pflanzenphysiologe.
Beevers studierte an der Newcastle University (King’s College) und wurde dort bei Meirion Thomas in Pflanzenphysiologie promoviert. In seiner Dissertation leistete er frühe Beiträge zum Crassulaceen-Säurestoffwechsel. Nach der Promotion war er in Oxford bei W. O. James und arbeitete dort über Pflanzenatmung (Cyanid-resistente Atmung). 1949 ging er in die USA zunächst als Gastwissenschaftler an die Purdue University, an der er Professor wurde. 1969 wechselte er (nach Ablehnung eines Rufs an die Universität Oxford) an die University of California, Santa Cruz, wo er sich vor allem mit Zellbiologie befasste.
Er untersuchte Stoffwechselzykeln in Pflanzen. In den 1950er Jahren war er daran beteiligt, die Existenz von Tieren bekannter mitochondrialer Atmung und anderer fundamentaler Stoffwechselvorgänge wie des Krebs-Zyklus in Pflanzen nachzuweisen. Danach wandte er sich der Frage zu, wie Pflanzen gespeicherte Fette in Zucker umwandeln, der dann in wasserlöslicher Form dem Embryo im Samen zur Verfügung steht. Er war mit Hans Adolf Krebs und Hans Leo Kornberg (bei denen er 1956/57 in einem Sabbatjahr in Oxford war) Mitentdecker des Glyoxylatzyklus (Krebs-Kornberg bzw. Krebs-Kornberg-Beevers-Zyklus) der Pflanzen und entdeckte Glyoxysome, spezielle Microbodies in einigen Pflanzenzellen, in denen der Glyoxylatzyklus der Pflanzen stattfindet (und die β-Oxidation von Fettsäuren).
Er war Ehrenmitglied der Deutschen Botanischen Gesellschaft, seit 1997 korrespondierendes Mitglied der Bayerischen Akademie der Wissenschaften, Mitglied der National Academy of Sciences (1969) sowie der American Academy of Arts and Sciences (1973). 1961/62 war er Präsident der American Society of Plant Physiology und 1970 erhielt er deren Stephen Hales Preis. 1987 war er mit einem Humboldt-Forschungspreis an der Universität Regensburg.
1958 wurde er US-Staatsbürger.

## Schriften
- Forty years in the New World, Annual Review of Plant Physiology and Plant Molecular Biology, Band 44, 1993, S. 1–12